# حصار باتراس (1821)

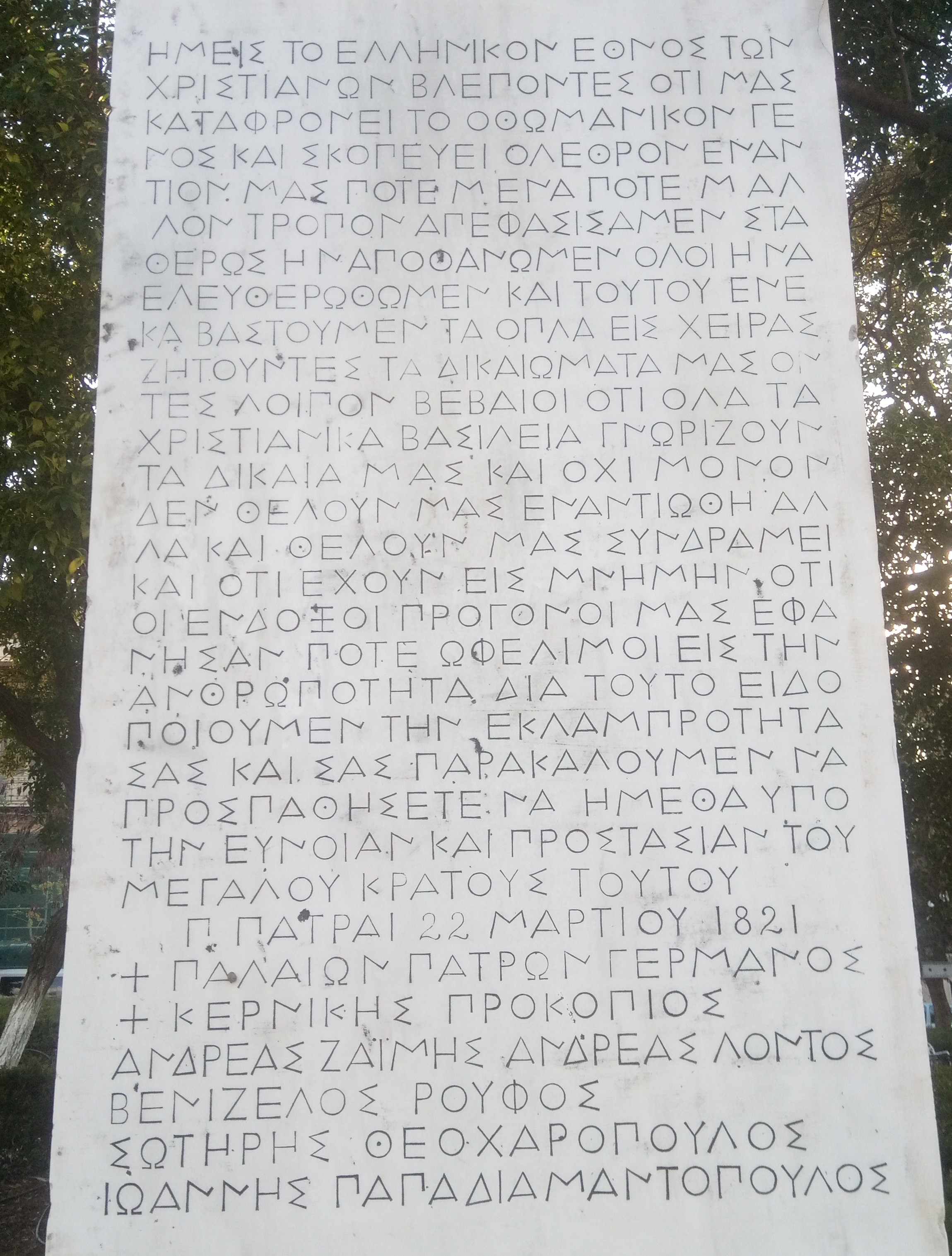
إعلان من قبل ثوار باتراس، نقش على لوحة في المدينة

كان حصار باتراس أحد الأحداث الأولى لحرب الاستقلال اليونانية (في الأعوام 1821 حتى 1830)، فبعد اندلاع الثورة استولى اليونانيين بقيادة رئيسيات باتراس على المدينة ودمروا الحي الإسلامي. حاول اليونانيين الاستيلاء أيضًا على القلعة الرئيسية للمدينة.
في أبريل، رفع الجيش العثماني الحصار ودمر جزءً كبيرًا من المدينة، مع بقاء باتراس تحت السيطرة العثمانية تقريبًا حتى نهاية الحرب (1828).
كان قنصل فرنسا في المدينة في ذلك الوقت هو هوغو بوكيفيل شقيق فرانسوا بوكفيل، بينما كان لبريطانيا العظمى فيليب جيمس جرين.

## العواقب
في فبراير 1822، وبعد معركة منتصرة خارج باتراس (معركة جيروكوميو)، بدأ اليونانيين بقيادة ثيودوروس كولوكوترونيس حصار القلعة مرة أخرى. لقد كانت بعد الهزيمة في معركة بيتا، والتي سمحت للجيش العثماني بالمرور إلى أكايا، ومعركة درفناكيا التي وضعت حدًا للحصار.